# Белый Клык (фильм, 1991)
«Белый Клык» (англ. White Fang) — художественный фильм по мотивам одноимённой повести Джека Лондона. Фильм собрал в американском прокате 34 800 000 долларов.
Фильм имеет продолжение — «Белый Клык 2: Легенда о белом волке».

## Сюжет
Главный герой фильма — волк Белый Клык. Он был найден золотоискателем Джеком Конроем, который путешествует вместе со своими друзьями Алексом Ларсеном и Сканкером по Аляске близ Юкона. Белый Клык становится Джеку верным другом. Они то теряют друг друга, то вновь находят.

## В ролях
- Клаус Мария Брандауэр — Алекс Ларсон
- Итан Хоук — Джек Конрой
- Сеймур Кэссел — Сканкер
- Сьюзан Хоган — Белинда Кэйси
- Джеймс Ремар — Бьюти Смит
- Билл Мосли — Люк
- Клинт Юнгрин — Тинкер

Роль главного героя — ручного волка по имени Белый Клык — исполнил полуволк-полухаски Джед, до этого сыгравший в фильмах «Нечто» (1982) и «Путешествие Нэтти Ганн» (1985).